# Boreus bomari
Boreus bomari is een schorpioenvlieg uit de familie van de sneeuwvlooien (Boreidae). De wetenschappelijke naam van de soort is voor het eerst geldig gepubliceerd door Byers & Shaw in 2000.
De soort komt voor in Wyoming (Verenigde Staten).